# Кар'єр 83 км
Кар'єр 83 кілометра — пасажирський залізничний зупинний пункт Львівської дирекції Львівської залізниці.
Розташований неподалік від села Торчиновичі Старосамбірський район Львівської області на лінії Самбір — Чоп між станціями Ваньковичі (5 км) та Старий Самбір (4 км).
Станом на травень 2019 року щодня п'ять пар електропотягів прямують за напрямком Львів — Сянки.